# Aeroportul Takhli
Aeroportul Takhli (IATA: TKH, ICAO: VTPI) este un aeroport din Thailanda.
aeroportul dispune de o singură pistă.